# Cratere Al-Biruni
Al-Biruni è un cratere lunare di 80,41 km situato nella parte nord-occidentale della faccia nascosta della Luna.
Il cratere è dedicato al matematico arabo Al-Biruni.

## Crateri correlati
Alcuni crateri minori situati in prossimità di Al-Biruni sono convenzionalmente identificati, sulle mappe lunari, attraverso una lettera associata al nome.
| Al-Biruni | Coordinate            | Diametro (in km) |
| --------- | --------------------- | ---------------- |
| C         | 18°25′12″N 93°03′36″E | 9,53             |